# Elgin, New Brunswick
Elgin är en ort i Kanada.   Den ligger i provinsen New Brunswick, i den östra delen av landet, 800 km öster om huvudstaden Ottawa. Elgin ligger 114 meter över havet och antalet invånare är 206.
Terrängen runt Elgin är platt norrut, men söderut är den kuperad. Elgin ligger nere i en dal.Runt Elgin är det mycket glesbefolkat, med 2 invånare per kvadratkilometer.. Närmaste större samhälle är Petitcodiac, 16,2 km norr om Elgin.
I omgivningarna runt Elgin växer i huvudsak blandskog.